# Герб Пустошкинского района
Герб муниципального образования «Пусто́шкинский район» Псковской области Российской Федерации.
Герб утверждён решением пятнадцатой сессии районного Собрания депутатов второго созыва муниципального образования «Пустошкинский район» от 29 мая 2000 года, переутверждён в связи с изменением статуса решением Собрания депутатов района от 29 июня 2007 года.
Герб внесён в Государственный геральдический регистр Российской Федерации под регистрационным номером 650.

## Описание герба
«В зелёном поле пониженный золотой узкий крест с косвенными верхним и нижним плечами, а поверх всего, стоящий на одной лапе на перекрестье серебряный аист с черными концами сложенных крыльев и глазами, с червлёными (красными) клювом и лапами».
Герб Пустошкинского района может воспроизводиться в двух равнодопустимых версиях: 
— без вольной части;
— с вольной частью — четырехугольником, примыкающим изнутри к верхнему краю герба Пустошкинского района с воспроизведенными в нем фигурами герба Псковской области. Версия герба с вольной частью применяется после соответствующего законодательного закрепления порядка включения в гербы муниципальных образований Псковской области вольной части с изображением герба Псковской области.
Герб Пустошкинского района в соответствии с протоколом заседания Геральдического совета при Президенте Российской Федерации от 23-24 марта 2005 г. № 24 пункт 8 может воспроизводиться со статусной короной установленного образца

## Обоснование символики
Основой герба, его фундаментом стало географическое расположение города Пустошка, который расположен на пересечении транспортных магистралей: Москва—Рига и Санкт-Петербург—Киев.
Зелёный цвет показывает леса, поля и сельскохозяйственные угодья района. Зелёный цвет также символ плодородия, надежды и здоровья.
Синий цвет отражает многочисленные озера, находящиеся на территории района.
Синий цвет — символ чистоты неба, красоты и добродетели.
Аисты, гнездящиеся в этих местах, являются символом города. Аист символизирует мир, почтительность к родителям и чистоту природы.
Серебро в геральдике — символ простоты, совершенства, мудрости, благородства, мира, сотрудничества.
Золото — символ прочности, величия, богатства, интеллекта, великодушия.
Красный цвет — символ праздника, красоты, радости.
Чёрный цвет в геральдике символизирует благоразумие, мудрость, скромность, честность и вечность бытия.

## История герба
В 2000 году был утверждён единый герб Пустошкинского района и города Пустошка. В 2007 году данный герб прошёл переутверждение и стал считаться гербом только Пустошкинского района.
Герб разработан при содействии Союза геральдистов России.
Авторы герба: идея герба — Константин Моченов (Химки), Владимир Медведев (Пустошка), Александр Фадеенков (Пустошка), Николай Сайков (Пустошкинский район);
художник — Роберт Маланичев (Москва); компьютерный дизайн — Сергей Исаев (Москва), Оксана Афанасьева (Москва).